# كلوديا جيسي
كلوديا جيسي (بالإنجليزية: Claudia Jessie Peyton)‏ هي ممثلة بريطانية، ولدت في 30 أكتوبر 1989 في المملكة المتحدة.

## وصلات خارجية
- كلوديا جيسي على موقع IMDb (الإنجليزية)
- كلوديا جيسي على موقع ألو سيني (الفرنسية)
- كلوديا جيسي على موقع قاعدة بيانات الفيلم (الإنجليزية)
- كلوديا جيسي على موقع كينوبويسك (الروسية)